# Aeródromo Patriot Hills
El Aeródromo Patriot Hills (OACI: SCPZ) es un terminal aéreo ubicado junto al Campamento Base Patriot Hills, en un sector de la Antártida reclamado exclusivamente por Chile. Es de propiedad militar.